# Oberstaufen Cup 2005
L'Oberstaufen Cup 2005 è stato un torneo di tennis facente parte della categoria ATP Challenger Series nell'ambito dell'ATP Challenger Series 2005. Il torneo si è giocato a Oberstaufen in Germania dal 4 al 10 luglio 2005 su campi in terra rossa.

## Vincitori

### Singolare
Simon Greul ha battuto in finale  Albert Portas con il punteggio di 7–5, 6–2

### Doppio
Oliver Marach /  Jean-Claude Scherrer hanno battuto in finale  Werner Eschauer /  Christopher Kas con il punteggio di 7–5, 6–3